# Shi Yigong
Shi Yigong, född 5 maj 1967 i Zhengzhou i Henanprovinsen i Kina, är en kinesisk molekylärbiolog.
Shi Yigong är son till Shi Hualin. Hans föräldrar tvingades under kulturrevolutionen 1969 flytta till landsbygden i Zhumadian i södra delen av Henanprovinsen, där han växte upp. Han utbildade sig 1985–1989 i biologi och matematik vid Tsinghuauniversitetet i Beijing, där han tog en kandidatexamen. Han studerade vidare 1990–1995 vid Johns Hopkinsuniversitetets School of Medicine i Baltimore i USA, där han disputerade 1995 i biofysik. Från 1998 var han biträdande professor på Princeton University och från 2003 full professor i molekylärbiologi där. 
Shi Yigong återvände till Kina och Tsinghuauniversitetet 2008, där han blev dekanus för fakulteten för livsvetenskap. Sedan april 2018 är han styrelseordförande för Westlakeuniversitet, som är ett av honom 2018 nygrundat privat naturvetenskapligt forskningsuniversitet i Hangzhou i provinsen Zhejiang.
Shi Yigong avsade sig 2011 sitt amerikanska medborgarskap. Han blev invald i National Academy of Science i USA 2013. Han fick 2014 Gregori Aminoffpriset från Vetenskapsakademien för "sina genombrytande kristallografiska studier av proteiner och proteinkomplex som reglerar programmerad celldöd".